# Rupela procula
Rupela procula là một loài bướm đêm trong họ Crambidae.